# Natalya Simonova
Natalya Simonova é uma personagem do filme 007 contra Goldeneye, décimo-sexto da série cinematográfica de James Bond e o primeiro com Pierce Brosnan no papel do espião britânico.

## Características
Natalya é uma programadora de computadores russa, trabalhando no Centro de Controle Espacial de Severnaya, na Sibéria, em sistemas de controle de mísseis. Extremamente talentosa, corajosa e inteligente, por várias vezes engana seu companheiro de trabalho, Boris Grishenko, um gênio da informática, em jogos nos computadores.

## No filme
Durante um dia normal de Natalya e seus colegas em Servernaya, o centro recebe a visita do General Ourumov e sua assistente Xenia Onatopp, sob o pretexto de fazer um teste na estação. A visita entretanto é uma armadilha, pois Ourumov, um general traidor, pretende roubar os discos de controle do novo satélite Goldeneye. Depois de receber as chaves dos controles, Xenia varre a estação a tiros de metralhadora, matando todos os funcionários, menos Natalya, que se esconde numa gaveta de armário na cozinha. Conseguindo escapar do complexo pela neve, sozinha, ela mais tarde faz contato pela Internet com Grushenko, a quem imaginava também morto, e combinam um encontro, que é outra armadilha, pois seu colega só escapou porque é cúmplice dos assassinos.
Ela e Bond encontram-se de maneira inusitada, os dois presos dentro de um helicóptero militat Tiger desaparecido, pronto para disparar mísseis contra si mesmo. Eles escapam, e são levados à presença do ministro da Defesa russo. Natalya, única sobrevivente do massacre de Severnaya, conta da traição de Ourumov, que aparece logo depois na sala e mata o ministro, mas falha em matar o casal, que escapa novamente.
Usando o próprio programa de hackeamento de Boris, Natalya descobre que ele está em Cuba, e vai com Bond até a ilha, onde encontra-se o complexo secreto de controle de satélites de Alec Trevelyan, ex-agente 00 traidor do MI-6 e vilão do filme. Derrubados do helicóptero de onde pesquisam o solo abaixo por um míssil, os dois caem na selva cubana e Natalya, semiconsciente, vê 007 ser atacado por Onatopp até conseguir matá-la. Os dois se dirigem à base de Alec, onde entram pelas habilidades dela com sistemas de segurança de computadores.
Na base, apesar de feitos prisioneiros, Natalya consegue mudar a rota mortal do Goldeneye enquanto Bond causa a morte de Trevelyan esmagado pela grande antena parabólica da base, e Grushenko morre na explosão do hidrogênio líquido do complexo. Fugindo da destruição de helicóptero, de volta à selva, Natalya e 007 beijam-se comemorando a sobrevivência, mas acabam interrompidos por Jack Wade, o aliado de Bond da CIA, que aparece no local cercado de marines com camuflagens de selva e os dois são levados em segurança para Guantanamo.